# Culture
Culture är en jamaicansk roots reggae-vokalisttrio grundad 1976, och från 1977 även ett reggaeband med mer eller mindre fasta musiker. Ursprungligen kallade de sig African Disciples.
Medlemmarna i trion var Joseph Hill (ƒ.1949, ₫.2006 ledsång), Hills kusin Albert Walker (bakgrundssång) och Kenneth Dayes (bakgrundssång). Alla tre var från början av gruppens bildande rastafarianer med roots reggae på repertoaren på samma hängivna sätt som till exempel Burning Spear, Peter Tosh och Misty In Roots. De kompromissade aldrig med sin tro för att kunna ge ut mer "lättsmält" reggae med soul- eller discoinfluenser och romantiska texter. Under 1970- och 1980-talet tog de dessutom mycket starkt avstånd från kristendomen och utmålade den som "det vita Babylons" religion, ansvarig för afroamerikanernas slaveri. Efter millennieskiftet blev de i likhet med flera andra åldrande reggaeikoner representanter för det globala enhets- och kärlekstänkande som vuxit fram inom rastafari-tron.

## Biografi
Strax efter sitt bildande, började Culture samarbeta med "The Mighty Two", dvs musikproducenten Joe Gibbs och inspelningsteknikern Errol Thompson. I Gibbs studio i Kingston spelade de in en serie framgångsrika singlar, varav många hamnade på deras hyllade debutalbum "Two Sevens Clash" (1977). Titellåten "Two Sevens Clash" hamnade år 2002 som enda reggaelåt på Rolling Stone Magazines lista över "50 coolaste låtarna" någonsin.
Efter framgångarna med Gibbs, övergick Culture till att göra en rad album hos producenten Sonia Pottinger i hennes Treasure Isle Recording Studio i centrala Kingston. Culture fick härigenom tillgång till några av de främsta musikerna i Jamaica, bland dem basisten Robbie Shakespeare och trummisen Sly Dunbar (som de fick dela med andra grupper som Black Uhuru), Ansel Collins, Cedric Brooks och den ständigt närvarande slagverkaren "Sticky". Virgin Records distribuerade deras album, nio LP-skivor på fem år, som nådde en växande publik utanför Jamaica. Med en del av dessa musiker turnerade Culture i Europa och Amerika som reggaeband.
Musikkritiker har sett Culture som ett av de mest autentiska traditionella reggae-banden. När den första Rolling Stone Record Guide publicerades, var Culture det enda bandet oavsett genre som tilldelades fem stjärnor för sina inspelningar (av band med mer än en inspelning recenserad i tidningens guide).
Under 1980-talet fick Culture i likhet med de flesta reggaeartister svårt att göra sig gällande, och bandmedlemmarna gled isär. År 1986 släpptes dock två i reggaekretsar två högt skattade album: Culture In Culture och Culture At Work. Dessa skivsläpp utgjorde även startpunkten för en mycket verksam period för gruppen, med årliga skivsläpp och utlandsturnéer. År 1988 fick de en hit i reggaekretsar med låten "Crack In New York", som finns på albumet Nuff Crisis. Låten är starkt kritisk mot de allt tyngre narkotiska drogerna, som alltid tycks drabba den afroamerikanska befolkningen värst.
Joseph Hill, som med röst och framtoning kom att symbolisera gruppen Culture, dog i Tyskland den 19 augusti 2006 av en leversjukdom medan gruppen var på turné. Hans son, Kenyatta Hill har därefter figurerat som sångare med Albert Walker och Telford Nelson som bakgrundssångare.

## Diskografi
Studioalbum
- 1977 – Two Sevens Clash -  Joe Gibbs Music
- 1978 – Baldhead Bridge -  VP
- 1978 – Africa Stand Alone -  Virgin Records
- 1978 – Harder Than The Rest -  Virgin Records
- 1978 – Culture in Dub: 15 Dub Shots
- 1979 – Cumbolo -  Virgin's Front Line
- 1979 – International Herb -  Virgin's Front Line
- 1981 – More Culture aka "Innocent Blood" -  Virgin's Front Line
- 1982 – Lion Rock -  Heartbeat Records
- 1986 – Culture at Work -  Shanachie
- 1986 – Culture in Culture -  Shanachie
- 1988 – Nuff Crisis -  Shanachie
- 1989 – Good Things -  Tafari Records
- 1989 – Rare and Unreleased Dub -  Revolver Records
- 1991 – Three Sides to My Story
- 1992 – Wings of a Dove -  Shanachie
- 1993 – Trod On - Heartbeat, New Rounder
- 1996 – One Stone - RAS Records, Real Authentic
- 1997 – Stoned - RAS Records
- 1997 – One Stone in Dub - RAS Records
- 1997 – Trust Me- RAS Records
- 1998 – Cultural Livity: Culture Live '98 (Live)  -RAS Records
- 1999 – Obeah Peace & Love- Ex Works
- 2000 – Payday - RAS Records
- 2000 – Humble African - VP
- 2000 – Scientist Dubs Culture into a Parallel Universe - RAS Records
- 2002 – Live in Africa - RAS Records
- 2003 – Live in Negril - RAS Records
- 2003 – World Peace - Heartbeat, Rounder
- 2007 – Pass the Torch - Tafari Records (Sju olika versioner av gamla låtar med Joseph Hill, och sju låtar med hans son Kenyatta Hill)

Samlingsalbum
- Vital Selection (1981)
- Too Long in Slavery produced by Sonia Pottinger (1989)
- Production Something
- 17 Chapters of Culture (1992)
- Chanting On (2004) on Earmark
- Ras Portraits'